# 白腹鹪鹩
白腹鹪鹩（学名：Uropsila leucogastra），是雀形目鹪鹩科的一种鸟类，属于单型的白腹鹪鹩属（学名：Uropsila）。
白腹鹪鹩体重约9.03克，翼长约50.4毫米，喙宽度约2.6毫米，喙厚度约3.2毫米，嘴峰长约14.6毫米，跗蹠长约18.4毫米，尾长约29.6毫米。
白腹鹪鹩是留鸟，栖息在林地，它们是食肉动物，主要以昆虫、蜘蛛等陆生无脊椎动物为食。该物种分布在墨西哥、伯利兹和洪都拉斯北部。